# Euchromius rayatella
Euchromius rayatella là một loài bướm đêm trong họ Crambidae.